# Stora Karlsö
Stora Karlsö es una pequeña isla de Suecia en el Mar Báltico, situada a unos 6 km al oeste de Gotland. Tiene una superficie de alrededor de 2,5 km² y es de hasta 52 metros de altura. La mayor parte de la isla consiste en una meseta de piedra caliza, rodeada de abruptos acantilados a lo largo de la costa. Esta cubierta sobre todo con Alvares, con muchos enebros y algunos bosques pequeños con árboles de hoja caduca.
La isla se conoce sobre todo por su rica variedad de aves y flora. Cuenta con grandes colonias de Guillemot comunes (alrededor de 7.500 pares) y alcas (4500 pares).